# Clastoptera fuscomaculata
Clastoptera fuscomaculata är en insektsart som beskrevs av Carl Stål 1854. Clastoptera fuscomaculata ingår i släktet Clastoptera och familjen Clastopteridae. Inga underarter finns listade i Catalogue of Life.